# Hildegardia gillettii
Hildegardia gillettii är en malvaväxtart som beskrevs av L.J. Dorr och L.C. Barnett. Hildegardia gillettii ingår i släktet Hildegardia och familjen malvaväxter. Inga underarter finns listade i Catalogue of Life.